# Avsättning (straff)
Avsättning är i Finland ett särskilt straff för tjänstemän och därmed jämställda. 
Avsättning innebär enligt 2 kapitlet strafflagen förlust av den tjänst vari brottet begåtts eller som den skyldige i dess ställe erhållit. Om brottet ådagalägger att den skyldige är olämplig som tjänsteman, kan domstolen besluta att avsättning innebär förlust av alla de tjänster han innehar. Döms tjänsteman till frihetsstraff på livstid eller viss tid, minst två år, följer i allmänhet även avsättning. Har tjänsteman begått uppsåtligt brott som inte är brott i tjänsten och döms han till fängelse under två år, kan han avsättas, om brottet visar att han är uppenbart olämplig som tjänsteman. Till avstängning från tjänsteutövning, en mildare straffart än avsättning, döms på viss tid, till exempel under tiden för åtal för brott. Detta straff medför under strafftiden förlust eller partiell förlust av de löneförmåner som åtföljer tjänsten.